# Similarweb
Similarweb Ltd. (ehemals SimilarGroup) ist ein im März 2009 von Or Offer gegründetes IT-Unternehmen. Von seinem Hauptsitz in London aus bietet Similarweb internationalen Unternehmen Dienstleistungen im Bereich Web Analytics, Data-Mining und Business Intelligence an. Über seine Plattform namens Similarweb nutzt es Big-Data-Technologien, um Statistiken zum User Engagement sowohl für Webseiten als auch für mobile Apps zu sammeln, zu messen, zu analysieren und bereitzustellen.

## Unternehmensgeschichte
Or Offer gründete Similarweb im Jahr 2009 in Tel Aviv, Israel. Am 31. Mai 2010 erhielt Similarweb in einer Serie-A-Finanzierungsrunde 1,1 Millionen US-Dollar von Yossi Vardi, International Management, Liron Rose und Omer Kaplan. Am 29. Januar 2013 erhielt das Unternehmen weitere 2,5 Millionen US-Dollar und zusätzliche 3,5 Millionen US-Dollar als Erweiterung der Series B-Finanzierungsrunde am 24. September von David Alliance, Moshe Lichtman und dem existierenden Investor Docor International Management.
Am 24. Februar 2014 investierte der südafrikanische Mediengigant Naspers im Zuge einer Series C-Finanzierungsrunde 18 Millionen US-Dollar in Similarweb. Innerhalb eines Monats nutzte Similarweb einen Teil des Kapitals für die Übernahme des israelischen Startup-Unternehmens TapDog für mehrere Millionen Dollar (u. a. in Form von Anteilen)- weniger als ein Jahr, nachdem TapDog gegründet wurde. Im November 2014 verkündete Similarweb, dass es nun über ausreichende Geldmittel für die weltweite Expansion und die Weiterentwicklung seiner Mobile Insights- und Mobile-App-Plattform verfügt. Naspers und die Lord David Alliance investierten im Zuge einer Serie-D-Finanzierungsrunde 15 Millionen Dollar.
Im Juli 2015 erwarb Similarweb den Entwickler der personalisierten Content-Discovery-Plattform Swayy. Am 10. Dezember 2015 gab Similarweb bekannt, dass es Quettra, ein im Silicon Valley ansässiges Startup für mobile Intelligenz, übernommen hat, um sein mobiles Geschäft zu stärken.
Im Juli 2017 gab das Unternehmen eine Finanzierungsrunde in Höhe von 47 Millionen US-Dollar bekannt, die von der Viola Group und Saban Ventures unter Beteiligung von CE Ventures und bestehenden Investoren durchgeführt wurde.
Im Mai 2021 gab Similarweb sein Börsendebüt an der NYSE mit einer Bewertung von 1,6 Mrd. $. Im Oktober 2021 gewann Similarweb bei den Hedgeweek Americas Awards 2021 den Preis "Best Alternative data Provider" für seine Investor Intelligence Suite. Im November 2021 erwarb Similarweb "Embee", um seine mobilen Nutzerdatensätze zu erweitern.
Am 16. Februar 2022 meldete Similarweb die Ergebnisse für Q4 2021, einen Q4-Umsatz von $40,2 Mio. und Q4-ARR von $165 Mio.
Zu den bekanntesten Kunden des Unternehmens gehören Adidas, Booking.com, DHL, Google, Walmart, Adobe und andere.
Im März 2024 erwarb Similarweb Admetricks, um sein Ad-Intelligence-Angebot zu erweitern.

## Technologie
Im Juni 2013 veröffentlichte Similarweb mit Similarweb PRO eine fortgeschrittene Version des kostenlosen und universal einsetzbaren Similarweb. Darüber hinaus stellt Similarweb seine Daten über eine API zur Verfügung. Similarweb verwendet Daten, die aus vier Hauptquellen extrahiert werden: 1) Einer Gruppe von Internetnutzern bestehend aus Millionen anonymer Nutzer mit einem Portfolio von Apps, Browser-Plugins, Desktop-Erweiterungen und Software; 2) Globalen und lokalen ISPs; 3) Datenverkehr über das Internet, der direkt über ein intelligentes Set ausgewählter Websites gemessen wird und für spezialisierte Schätzalgorithmen bestimmt ist; 4) Zahlreichen Webcrawlern, die das gesamte Web durchsuchen.

## Similarweb Ranking
Similarweb erstellt ein Ranking von Websites und Apps auf der Grundlage von Traffic- und Engagement-Metriken. Das Ranking wird anhand der gesammelten Datensätze berechnet und monatlich mit neuen Daten aktualisiert. Das Ranking-System deckt 210 Kategorien von Websites und Apps in 190 Ländern ab und wurde entwickelt, um eine Einschätzung der Popularität und des Wachstumspotenzials einer Website zu geben.
Das Unternehmen bewertet Websites auf der Grundlage von Daten zu Traffic und Engagement und bewertet Apps im App Store (iOS/iPadOS) und Google Play Store auf der Grundlage von Daten zu Installationen und aktiven Nutzern.